# Signalisation routière en Espagne
Voici les panneaux routiers utilisés en Espagne.

## Panneaux de signalisation

P-1 Intersection avec priorité
P-1a Intersection avec priorité sur la route à droite
P-1b Intersection avec priorité à la route à gauche
P-1c Intersection avec priorité sur la fusion à droite
P-1d Intersection avec priorité sur la fusion depuis la gauche
P-1e Intersection échelonnée avec priorité
P-2 Intersection avec la bonne priorité
P-3 Feux de circulation
P-4 Rond-point
P-5 Pont d'ouverture
P-6 Traversée de tramway
P-7 Passage à niveau avec barrières
P-8 Passage à niveau sans barrières
P-9a Proximité d'un passage à niveau ou d'un pont mobile (côté droit)
P-9b Approche d'un passage à niveau ou d'un pont mobile (côté droit)
P-9c Proximité d'un passage à niveau ou d'un pont mobile (côté droit)
P-10a Proximité d'un passage à niveau ou d'un pont mobile (côté gauche)
P-10b Approche d'un passage à niveau ou d'un pont mobile (côté gauche)
P-10c Proximité d'un passage à niveau ou d'un pont mobile (côté gauche)
P-11 Passage à niveau (voie unique)
P-11a Passage à niveau (voie unique)
P-12 Avion volant à basse altitude
P-13a Courbe vers la droite
P-13b Courbe vers la gauche
P-14a Double courbe vers la droite
P-14b Double virage à gauche
P-15 Route inégale
P-15a Ralentisseur
P-15b Plongez dans la route
P-16a Descente raide
P-16b Montée raide
P-17 La route se rétrécit des deux côtés
P-17a La route se rétrécit à droite
P-17b La route se rétrécit à gauche
P-18 Travaux
P-19 Route glissante
P-20 Piétons
P-20a Passage piéton à venir
P-21 Enfants
P-22 Cyclistes
P-22a Les cyclistes traversent devant
P-23 Bétail
P-24 Animaux sauvages
P-25 Circulation bidirectionnelle
P-26 Chutes de pierres
P-27 Plan d'eau non protégé
P-28 Gravier meuble
P-29 Vents latéraux
P-30 Accotements mous ou bas
P-31 Embouteillage
P-32 Zone accidentée
P-33 Visibilité réduite
P-34 Chaussée glissante à cause de la glace ou de la neige
P-50 Autres dangers

## Panneaux de réglementaires

### Panneaux de priorité

R-1 Cédez le passage
R-2 Arrêt
R-3 Route prioritaire
R-4 Fin de la route prioritaire
R-5 Cédez le passage au trafic venant en sens inverse
R-6 Priorité sur le trafic venant en sens inverse

### Panneaux d'interdiction d'entrée

R-100 Interdiction de tous les véhicules
R-101 Interdiction d'entrer
R-102 Interdiction de tous les véhicules à moteurs
R-103 Interdiction de tous véhicules automobiles, sauf les véhicules à deux roues
R-104 Interdiction des motos
R-105 Interdiction des cyclomoteurs
R-106 Interdiction des camions
R-107 Interdiction des camions en tonnes
R-108 Interdiction des véhicules transportant des marchandises dangereuses
R-109 Interdiction des véhicules transportant des marchandises explosives ou inflammables
R-110 Interdiction des véhicules transportant des produits polluants pour l'eau
R-111 Interdiction des véhicules agricoles
R-112 Interdiction des véhicules avec remorque
R-113 Interdiction des véhicules à traction animale
R-114 Interdiction des cyclistes
R-115 Interdiction des charrettes à bras
R-116 Interdiction des piétons
R-117 Interdiction des cavaliers

### Panneaux de restriction

R-200 Dépasser sans s'arrêter interdit
R-200 Péage
R-201 Limite de poids
R-202 Limite de poids par essieu
R-203 Limite de longueur
R-204 Limite de largeur
R-205 Limite de hauteur

### Autres panneaux d'interdiction

R-300 Distance minimale
R-301 Limite de vitesse maximale
R-302 Interdiction de tourner à droite
R-303 Interdiction de tourner à gauche
R-304 Interdiction de faire demi-tour
R-305 Interdiction de dépasser
R-306 Interdiction de dépasser aux camions
R-307 Interdiction de s'arrêter
R-308 Interdiction de stationner
R-308a Interdiction de stationner les jours impairs
R-308b Interdiction de stationner les jours pairs
R-308c Stationnement alternatif
R-308d Stationnement alternatif
R-308e Stationnement interdit chez Ford
R-309 Zone de stationnement restreinte
R-310 Interdiction des klaxons ou des bruits de moteur

### Panneaux obligatoires

R-400a Tourner à droite seulement
R-400b Tourner à gauche seulement
R-400c Aller tout droit
R-400d Tournez à droite
R-400e Tourner à gauche
R-401a Passer à droite
R-401b Passer à gauche
R-401c Passer de chaque côté
R-402 Rond-point
R-403a Allez tout droit ou tournez à droite
R-403b Allez tout droit ou tournez à gauche
R-403c Tourner à droite ou à gauche
R-404 Voitures uniquement
R-405 Motos uniquement
R-406 Camions uniquement
R-407 Cyclistes uniquement
R-408 Véhicules à traction animale uniquement
R-409 Cavaliers uniquement
R-410 Piétons uniquement
R-411 Limite de vitesse minimum
R-412 Chaînes à neige obligatoires
R-413 Lampes frontales
R-414 Véhicules transportant uniquement des marchandises dangereuses
R-415 Véhicules transportant uniquement des produits polluants pour l'eau
R-416 Véhicules transportant uniquement des matières explosives ou inflammables
R-417 Utilisation obligatoire des ceintures de sécurité
R-418 Péage électronique obligatoire

### Panneaux de dérestriction

R-500 Fin de toutes les restrictions précédemment signées
R-501 Fin de la limitation de vitesse maximale
R-502 Fin de l'interdiction de dépasser
R-503 Fin de l'interdiction de dépassement par les camions
R-504 Fin de la zone de stationnement limitée
R-505b Fin des cyclistes uniquement
R-505 Fin de l'interdiction du bruit des moteurs
R-506 Fin de la limitation de vitesse minimale

## Les références
1. ↑  « Normas y señales reguladoras de la circulación vial - DGT », sur sede.dgt.gob.es, 2020